# Zephyrarchaea barrettae
Espèce
Zephyrarchaea barrettae est une espèce d'araignées aranéomorphes de la famille des Archaeidae.

## Distribution
Cette espèce est endémique du Great Southern en Australie-Occidentale. Elle se rencontre dans le parc national de la chaîne de Stirling.

## Description
Le mâle holotype mesure 3,13 mm et la femelle paratype 3,64 mm.

## Étymologie
Cette espèce est nommée en l'honneur de Sarah Barrett.

## Publication originale
- Rix & Harvey, 2012 : Australian assassins, part II: A review of the new assassin spider genus Zephyrarchaea (Araneae, Archaeidae) from southern Australia. ZooKeys, no 191, p. 1-62 (texte intégral).